# Goczałkowická přehradní nádrž
Goczałkowická přehrada neboli Goczałkowické jezero (polsky Zbiornik Goczałkowicki, Jezioro Goczałkowickie) je údolní nádrž vzniklá mezi lety 1950 až 1956 přehrazením toku Visly západně od obcí Goczałkowice-Zdrój (okres Pszczyna) a Zábřeh (okres Bílsko-Bělá) ve Slezském vojvodství v Polsku. Přehrada se nachází na území okresu Pszczyna a její jižní břeh tvoří hranici s okresem Bílsko-Bělá.

## Další informace
Jejími primárními účely jsou zásobování vodou katovické aglomerace a protipovodňová ochrana. Kromě toho slouží k rekreačním účelům a rybolovu, a také je hnízdištěm řady ptáků, mj. kvakoše nočního, bukáčka malého, rybáka bahenního a volavky červené. Je součástí Ptačí oblasti Natura 2000 Údolí horního toku Visly (Dolina Górnej Wisły).
Sypaná přehradní hráz je dlouhá necelé 3 kilometry a vysoká 14 metrů. Jezero zaujímá plochu 32 km², čímž je největší vodní nádrží ve Slezsku (čtvrtou největší v Polsku) a bývá označováno jako „slezské moře“. Rozkládá se v délce 14 kilometrů – Visla se do něj vlévá u městečka Strumeň. Kromě Visly do jezera přitéká Bajerka a několik menších vodních toků. Průměrná hloubka je 3 až 5 metrů, maximálně dosahuje dvanácti.
Visla byla kdysi na tomto úseku rakousko-pruskou hranicí, jižní část jezera tedy patří k historickému Těšínsku, zatímco severní k pruskému Hornímu Slezsku. Administrativně se celá vodní plocha nachází na území gminy Goczałkowice-Zdrój v okrese Pszczyna.
Kvůli stavbě přehrady byla zatopena téměř celá třítisícová vesnice Záříčí a části Zábřehu Podjaz a Zamłynie.